# دليل الجذر
الدليل الجذر (بالإنجليزية: Root Direcory)‏ هو المسار الأساسي ومصدر جميع الملفات والدلائل في أنظمة يونكس والأنظمة الشبيهة ليونكس، والتي تتبع هيكلية الشجرة بحيث يكون في قمة الشجرة الدليل الجذر ويحوي ملفات النظام التي لا يمكن لأي مستخدم الوصول إليها باستثناء صاحب الوصول الأساسي أو ما يسمى بالمستخدم الجذر وهو مستخدم بكامل الصلاحيات وهو وحيد في النظام أي انه لا يمكن أن يكون هناك مستخدمين بكامل الصلاحيات في النظام.